# Thomas Cromwell
Thomas Cromwell (Putney, oko 1485. – vjerojatno London, 28. srpnja 1540.), bio je engleski državnik i odvjetnik.
Bio je sin kovača, krupan bik od čovjeka, s crnom kosom i malim očima. Bio je osoba sa zloglasnom karijerom plaćenika u Italiji, gdje je vjerojatno naučiti cijeniti makijavelistički ideal političke svrhovitosti.
Kad se vratio 1513. godine u Englesku, upisao je studij prava. U tom je svojstvu privukao pozornost kardinala Wolseyja.

## Obiteljski život
Cromwell je imao jednu suprugu koja mu je rodila troje djece: sina Gregoryja i dvije bistre kćeri. Međutim, samo ga je Gregory nadživio. Supruga i kćeri su umrle od kuge koja je harala u Londonu.

## Thomas Wolsey
Oko 1520. bio je ekonomski odvjetnik u pratnji kardinala Wolseya. Ušao je u kraljevu službu 1521. godine, na preporuku kardinala Wolseyja. Tada mu je bilo 35 godina.
Godine 1523. je postao član Parlamenta.

## Henrik VIII.
Nakon Wolseyeve smrti, stupio je u službu Henrika VIII. Cromwell je bio čovjek čije su odlike bila velika inteligencija i sposobnost. Unatoč tome što se izjašnjavao kao pobožan kršćanin, bio je bez ikakvih skrupula. Upravo će zbog toga postati kralju izuzetno važan i neprocjenjiv. Beskrupulozan, bestidan i učinkovit, uzdigao se nakon Wolseyjeva pada. Izgradio je vlastitu špijunsku mrežu i uspostavio tip upravljanja kraljevinom koji će postati uzor budućim vladama.
Već 1531. postao je savjetnik kralja, zatim ministar financija, te 1534. državni tajnik.
Godine 1540. godien dobiva titulu grofa od Essexa.
Iako mu je bio beskrajno koristan, kralj nikada nije bio toliko blagonaklon prema Cromwellu kao što je bio prema Wolseyju kojeg je ipak poznavao od djetinjstva.
Oni koji su htjeli komunicirati s Henrikom, uglavnom su to morali činiti preko Cromwella, pa su mu stoga zavidjeli mnogi. Staro ga je plemstvo preziralo zbog niskog podrijetla, smatrajući da nije dorastao državničkim poslovima koje rođenjem pripada aristokraciji. 

## Odnos s Katarinom Aragonskom[1]
Zapisano je da se Thomas Cromwell iz daleka iskreno divio žilavosti i razboritosti Katarine Aragonske. Ona toga vjerojatno nikada nije bila svjesna niti je on to pretjerano pokazivao.
Katarina je često pisala Cromwellu da zamoli da joj dopusti da posjeti svoju bolesnu kći Mariju unatoč kraljevim zabranama. Cromwell nije htio riskirati bijes novoga kraljevskoga para, pa joj to nikada nije odobrio.

Kada je Ana Boleyn okrunjena kraljicom 1533. godine, u Španjolskoj je car pobjesnio kada je to čuo. Naime, Katarina je bila njegova voljena teta. Njegov je veleposlanik, Eustace Chapuys, morao pred kraljevim Vijećem jasno reći da njegov gospodar ne planira objavljivati rat Engleskoj zbog Katarine. Kad je to čuo, Cromwell je otvoreno pokazao da mu je laknulo i izrazio ovakvo mišljenje o njoj: 
"Priroda je pogriješila što je nije učinila muškarcem. No što se njezina spola tiče, nadmašit će sve junake u povijesti." 

Zapisano je da je rekao španjolskom veleposlaniku 1535. godine:
"Kad bi Bog k sebi uzeo kraljicu, svi bi naši problemi nestali i nitko više ne bi sumnjao u zakonitost kraljeva drugog braka niti bi se tome protivio."

## Odnos s Anom Boleyn[1]

### Savezništvo
Na početku uspona Ane Boleyn, koja je bila neprijateljica kardinalu Wolseyju, Cromwellovom prethodniku, paralelno se uspinjao i Cromwell. Oboje su bili zainteresirani za reformaciju Crkve te u jedno drugome vidjeli mogućeg saveznika u provođenju svojih ciljeva.
Godine 1534. je zabilježeno da je Ana pobjesnila na svoju sestru Mary koja se udala za mladića nižeg društvenog statusa i bez bogatstva. Mary je to obrazložila njegovom iskrenom ljubavlju i očekivala sestrinu podršku. Međutim, Ana ju je kao kraljica otjerala s dvora. Mary je Cromwellu slala zajedljiva pisma o svojoj sestri moleći za pomoć.

### Neprijateljstvo
Ana je u kratko u doba svog kraljevanja uspjela svoje prijatelje pretvoriti u neprijatelje svojim temperamentnim i nezgodnim ponašanjem. Ubrzo je čitavom dvoru postalo jasno da Ana Boleyn nije osoba za položaj kraljice.
Godine 1536. Henrik je naredio Cromwellu da se riješi Ane Boleyn. Prvo je razmišljao o sličnom načinu kao što se riješio Katarine: prebliski rodbinski odnosi jer je Henrik ljubovao s Mary, Aninom sestrom, prije braka s Anom. Međutim, Cromwell nije mislio da je razborito dva puta igrati na istu kartu. Onda je Henrik predložio optužbu za vještičarenje. No, ni to Cromwellu nije bio idealno rješenje.
Henrik je postao nestrpljiv. Cromwell je predložio da optuže Anu za neki zločin kojem bi kazna bila smrt (veleizdaja). Zločin je morao biti takav da izazove gnušanje prema Ani i simpatije prema kralju. Kada se uzme u obzir Aninu sklonost očijukanju i poticanju kulta dvorske ljubavi, malo bi bilo onih koji ne bi povjerovali da je, očajnički želeći roditi sina, pribjegla preljubu, čak i kovala urotu protiv kralja, kako bi se spasila. Henrik je samo htio da Cromwell nabavi potrebne dokaze kako bi se mogao oženiti Jane Seymour. 
Cromwell je u ime kralja nagovijestio španjolskom veleposlaniku, Eustaceu Chapuysu, da će njegov gospodar ubrzo biti spreman za sklapanje saveza s carem.
Sazvano je posebno povjerenstvo koje će saslušati i zaključiti slučaj Ane Boleyn: Cromwell, vojvoda od Norfolka i Suffolka te ostalih. Vojvoda od Norfolka se do tada već bio udaljio od svoje nećakinje jer nije podnosio njezinu bahatost. Cromwell je bio posve svjestan koliko su optužbe protiv Ane bile lažne - ostali su ih povjerenici morali uzeti zdravo za gotovo, a to se nije dogodilo bez poteškoća. Svojom špijunskom mrežom Cromwell je dobio imena pet muškaraca koja su mogla biti Anini ljubavnici. Najviše su odjeknula imena dvorskog glazbenika niskoga roda, Mark Smeaton, i Aninog brata, George Boleyn.
Kralj, ističući kako osobno s time nema nikakve veze, u to se doba ponašao kao da je s njegovim brakom sve u redu. Ana je s njime zatrudnjela četiri puta i nijednom nije izrazio dvojbu očinstva. Što se tiče njezine urote protiv kralja, Ana je vrlo dobro znala da je Henrik njezin najveći zaštitnik od njezinih brojnih neprijatelja na dvoru te da bi bila ubijena bez njega na svojoj strani.
Dok je Henrik čitao optužbe, vidno se razljutio.
O ulozi Jane Seymour u postupku protiv Ane Boleyn se ništa ne zna. Smatrana je tek pukim alatom u tim političkim igrama.
Cromwell je naredio da se sve što Ana izgovara u Toweru u pritvoru mora zapisivati u slučaju da samu sebe kompromitira.
Kada je 26 plemića zamoljeno da donesu presudu kraljici, svi su ju proglasili krivom.

## Engleska reformacija
Thomas Cromwell je bio čovjek koji je naposljetku uvjerio kralja u prednosti odvajanja engleske Crkve od Rima.
Cromwell je, čim je dobio kraljevsku dozvolu, počeo pripremati istragu o zloupotrebama za koje se tvrdilo da su raširene u religijskim ustanovama. Zatvaranje manjih vjerskih ustanova koje su bile pod lošom upravom bilo je često još u doba Henrika V. i događalo se s malo većom revnošću u Wolseyjevo vrijeme.
No, Cromwell je to obavljao drugačije: odlučio je istražiti svaki samostan i crkvu u Engleskoj ne bi li našao nekog razloga zbog kojih bi ih zatvorio i njihovu imovinu prebacio u vlasništvo Krune. Bio je svjestan činjenice da je Henrik VIII. potrošio svo bogatstvo koje mu je otac ostavio te je kralj htio ponovno napuniti svoju riznicu. Bio je to majstorski razrađen plan koji se jako svidio kralju iz navedenih razloga. Kraljica Ana je snažno podupirala crkvenu reformu te je štitila potajne luterane.

## Pad i pogubljenje
Nakon smrti Jane Seymour, Henrik je više od godinu dana bio udovac. Međutim, i dalje se bojao preostalih članova Plantageneta koje je, usprkos sentimentu, nemilosrdno ubijao kako bi osigurao budućnost dinastije Tudor. Zato je bilo nužno pronaći novu suprugu i osigurati još nasljednika za prijestolje.
Henrikovu je prijeku narav bilo sve teže kontrolirati. Uzrokovala ju je stalna bol u nozi i zavist prema mlađima i zdravijima. Oni najbliži njemu, posebice Cromwell, najviše su patili od njegove raspaljivosti. Henrik bi se na njega okomio barem dva puta tjedno, nazivajući ga huljom i drugim pogrdnim imenima. Katkad bi ga izudarao po glavi tako da bi Cromwell napuštao kraljeve odaje tresući se od straha i uneređene kose, ali s osmijehom na licu koji je priznavao da je to cijena koju mora plaćati za svoj povlašteni položaj.
Cromwell je nagovarao kralja da sklopi savez s njemačkim protestantskim vladarima. Godine 1540. sklopljen je brak kralja s Anom Klevskom koju Henrik dotada nikada nije vidio uživo. Međutim, ugledavši ju, bio je razočaran.
Tjeskoba je preplavila Cromwella, smatrajući kraljevo razočaranje i bijes vrlo opasnim. Polagao je sve svoje nade u to da će Henrik jednog dana zavoljeti Anu.
Kralj je sve iznenadio proglasivši Cromwella grofom od Essexa. No, to je bio primjer kraljeve suptilne okrutnosti. Dajući Cromwellu lažan osjećaj sigurnosti, nadao se da će se moći bolje osvetiti, neočekivano koliko i smrtonosno. Kralj je htio da, prije nego što ga se uništi, Cromwell razvrgne brak koji se toliko trudio stvoriti.

U međuvremenu, Cromwell je pažljivo promatrao kraljevski par te shvatio da se nisu ništa bolje upoznali nego prije:
"Kralju se kraljica ne sviđa niti mu se sviđala od početka; mislim da je isto onoliko djevica koliko je bila kad je stigla u Englesku."
Henrik se nastavio žaliti Cromwellu na kraljicu govoreći da je "svojeglava s njim".
Dana 10. lipnja 1540. godine Cromwell je ušao u vijećnicu kao i obično spreman za svakodnevni posao. Međutim, prije nego što je stigao sjesti, vojvoda od Norfolka došao je do njega i uhitio ga u kraljevo ime. Prije nego što se snašao, Cromwell je ve bio u Toweru, kamo je i sam tolike druge poslao. Optužilo ga se za izdaju i herezu. Kralj je sada planirao poništenje svoga braka s Anom.

Cromwell je, kao osuđenik, pisao kralju:
"Prema meni ste bili jako darežljivi, više kao otac nego kao gospodar. Tražim milost zato što sam vas uvrijedio, no činio sam najbolje što sam mogao, nitko me ne može optužiti da sam vam namjerno nanio krivdu."
Premda se biskup Cranmer zauzeo za njega, kralj je bio neumoljiv: Cromwell je morao umrijeti.

Cromwell je poludio od straha te poslao Henriku još jedno preklinjuće pismo:
"Najmilostiviji vladaru, molim milost, milost, milost!"
Pogubljen je 28. srpnja 1540. Cromwell je zapazio starog prijatelja, sir Thomasa Wyatta, kako plače. Doviknuo mu je:
"O, Wyatt, ne plači, jer da sam kriv koliko si ti bio kad su te odveli (u Tower, poslije uhićenje Ane Boleyn), ne bih ja sad bio ovdje."
Kralj je osudu promijenio u odsijecanje glave, iako je osuđenik bio niskog roda. Cromwell je svejedno patio: krvnik je šeprtljavo obavio svoj zadatak, pa su bila potrebna dva udarca da zatvoreniku prereže vrat.

## U popularnoj kulturi
O njemu je snimljena serija Wolf Hall koja je primila izvanredno dobre ocjene te se smatra da iznimno korektno prikazuje sve povijesne ličnosti doba Henrika VIII. Sve se zbiva iz perspektive Thomasa Cromwella: njegov odnos s Thomasom Moreom, Henrikom VIII., Anom Boleyn, Katarinom Aragonskom, zavidnim plemićima te u nekoliko navrata susreti s Mary Boleyn.